# Dajakolot sundajski
Dajakolot sundajski (Dyacopterus spadiceus) – gatunek ssaka z podrodziny Cynopterinae w obrębie rodziny rudawkowatych (Pteropodidae).

## Taksonomia
Gatunek po raz pierwszy zgodnie z zasadami nazewnictwa binominalnego opisał w 1890 roku brytyjski zoolog Oldfield Thomas nadając mu nazwę Cynopterus spadiceus. Holotyp pochodził z Baram, w Sarawak, w północno-zachodnim Borneo, w Malezji. 
Autorzy Illustrated Checklist of the Mammals of the World uznają ten gatunek za monotypowy. 

### Etymologia
- Dyacopterus: Dayak, rdzenna ludność z Borneo; gr. πτερον pteron „skrzydło”[7].
- spadiceus: nowołac. spadiceus „kasztanowo-brązowy”, od łac. spadix, spadicis „kasztanowy, daktylowy”, od gr. σπαδιξ spadix, σπαδικος spadikos „w kolorze palmy, wawrzyn”, od σπαω spaō „zrywać”[8].

## Zasięg występowania
Dajakolot sundajski występuje w półwyspowej części Malezji i Tajlandii, na Sumatrze oraz zachodnim, północnym i wschodnim Borneo.

## Morfologia
Długość ciała (bez ogona) 106–130 mm, długość ogona 16–26 mm, długość ucha 18–21 mm, długość tylnej stopy 15 mm, długość przedramienia 74–81,5 mm; masa ciała 70–100 g. Dajakolot sundajski to najmniejszy gatunek z rodzaju dajakolot, a wśród nietoperzy owocożernych zalicza się do mniejszych lub średnich. Grzbietowa strona ciała pokryta krótkim, ciemnym futrem o barwie brązowoszarej; strona brzuszna zwykle jaśniejsza. Błona skrzydeł opiera się o drugie palce tylnych kończyn. Krótki ogon, duże oczy. Brak dymorfizmu płciowego, samce mają powiększone gruczoły mleczne, które mogą produkować niewielkie ilości mleka.

## Ekologia
Dajakolot sundajski występuje w tropikalnych lasach deszczowych, w szczególności w starodrzewiach, gdzie występuje obfitość owoców, funkcjonując w rejonie koron drzew. Jako miejsca spoczynku wybiera wapienne jaskinie, pobliże rzek i drzew owocowych, zaobserwowano je także w dziuplach drzew.
Skąpe informacje na temat rozrodu; być może gatunek monogamiczny. Dojrzałość płciową osiągają po osiągnięciu masy ok. 70 g. Matki rodzą jedno do dwóch młodych; ciężarne samice obserwowano między czerwcem i wrześniem. Niewiele wiadomo o długości ciąży i laktacji, laktację zaobserwowano u osobników obu płci między czerwcem i sierpniem. Pomimo stwierdzenia laktacji u samców nie ma pewności, czy samce biorą udział w opiece nad potomstwem i czy wydzielina gruczołów mlecznych jest przez nie używana do karmienia młodych. Laktacja samców może być związana ze spożywaniem pokarmu bogatego w fitoestrogeny lub stanowić unikalną cechę naturalnego cyklu rozrodu.
Brak informacji na temat długości życia bądź naturalnych wrogów. Duże znaczenie w diecie odgrywają owoce roślin z rodzaju Ficus. Mają duże zęby dostosowane do pokarmu złożonego z dużych, twardych owoców. Używają zębów do zgniatania owoców, celem wyciśnięcia z nich soku. Jako gatunek owocożerny odgrywają rolę w roznoszeniu nasion.
Prowadzą nocny tryb życia, mimo to podobnie jak inne gatunki z tego rodzaju, dajakoloty sundajskie nie używają echolokacji, polegając na wzroku. Mają także dobrze rozwinięty węch. Gatunek niemigrujący, jednak populacje na różnych terenach mogą fluktuować ze względu na zmiany w dostępności pokarmu. Gatunek społeczny, jednakże o niezbadanej strukturze społecznej.

## Zagrożenia
Gatunek bliski zagrożenia, głównie z powodu wylesiania.